# Rubens Bertogliati

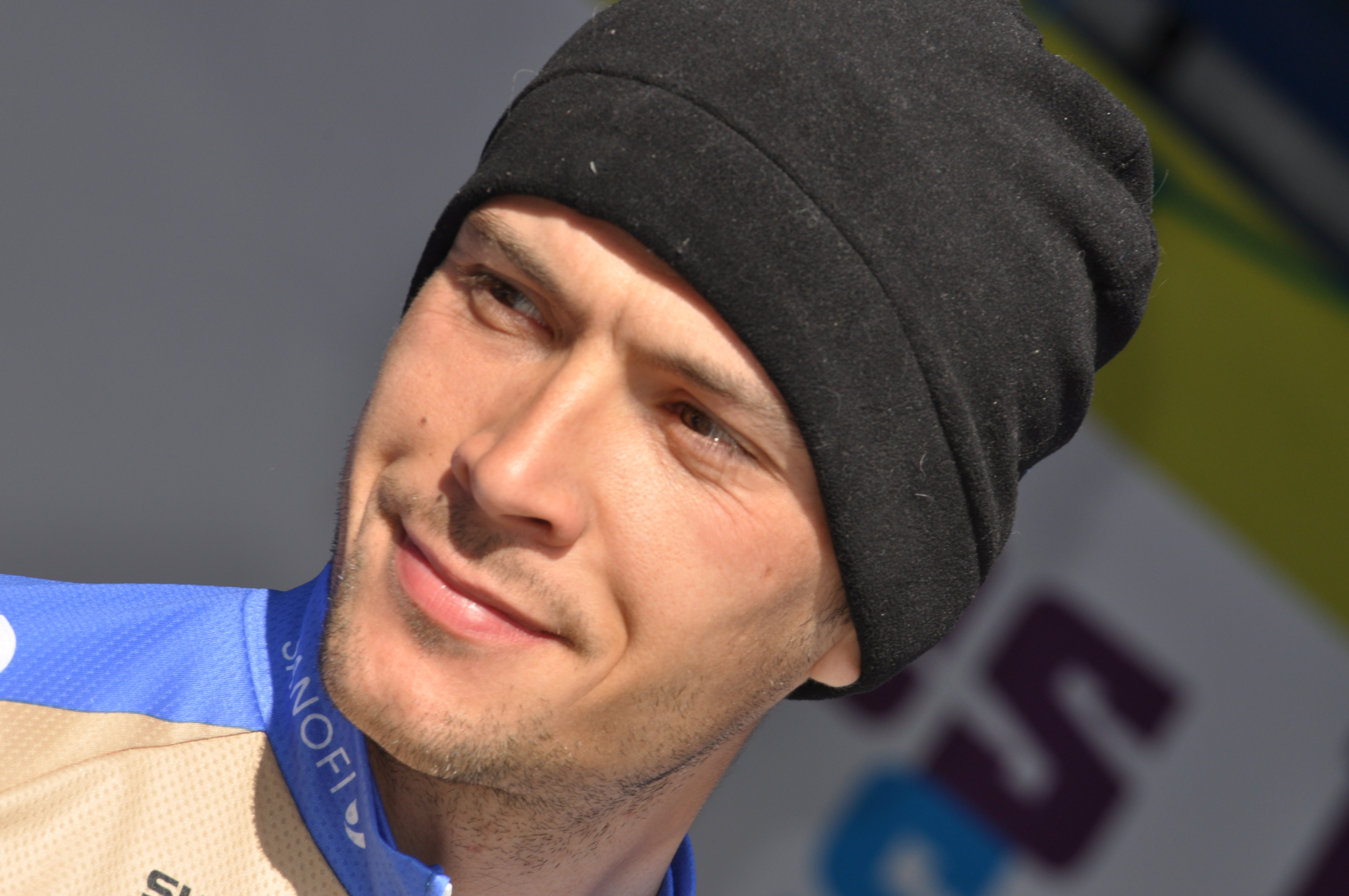
Rubens Bertogliati (2012)

Rubens Bertogliati (* 9. Mai 1979 in Lugano) ist ein ehemaliger Schweizer Radrennfahrer.

## Werdegang
Bertogliati wurde im Jahr 2000 Profi beim Radsportteam Lampre-Daikin und erzielte als Mitglied dieser Mannschaft seinen grössten Erfolg durch einen Etappensieg bei der Tour de France 2002, mit dem er auch das Gelbe Trikot eroberte und zwei Tage trug. Im Jahr 2004 wechselte er zum Team Saunier Duval-Prodir. In der Folge wurde er dreimal Schweizer Meister, einmal im Bergrennen sowie zweimal im Einzelzeitfahren.
Ende der Saison 2012 beendete er mit der Tour of Hainan in China seine Karriere als Berufsradfahrer. Seine letzten beiden Saisons bestritt er in der Mannschaft Team Type 1.

## Erfolge
1996
- Giro della Toscana (Junioren)

1997
- Giro della Toscana (Junioren)

2002
- Grand Prix Chiasso
- eine Etappe Tour de France

2007
- Schweizer Meister – Berg

2009
- Schweizer Meister – Einzelzeitfahren

2010
- Schweizer Meister – Einzelzeitfahren

## Grand-Tour-Platzierungen
| Grand Tour            | 2001 | 2002 | 2003 | 2004 | 2005 | 2006 | 2007 | 2008 | 2009 | 2010 | 2011 | 2012 |
| --------------------- | ---- | ---- | ---- | ---- | ---- | ---- | ---- | ---- | ---- | ---- | ---- | ---- |
| Giro d’ItaliaGiro     | –    | –    | –    | 52   | –    | –    | DNF  | –    | 68   | 66   | –    | –    |
| Tour de FranceTour    | 140  | 138  | –    | –    | 92   | –    | –    | –    | –    | –    | –    | –    |
| Vuelta a EspañaVuelta | –    | –    | DNF  | –    | –    | –    | –    | –    | –    | –    | –    | –    |

## Teams
- 2000–2002 Lampre-Daikin
- 2003 Lampre
- 2004–2007 Saunier Duval-Prodir
- 2008 Saunier Duval-Scott / Scott-American Beef
- 2009 Serramenti PVC Diquigiovanni-Androni Giocattoli
- 2010 Androni Giocattoli-Serramenti PVC Diquigiovanni
- 2011–2012 Team Type 1-Sanofi